# کوریدوراس استربا
کوریدوراس استربا (Corydoras sterbai) گونه‌ای ماهی از گربه ماهیان آکواریومی آب شیرین از جنس کوریدوراسهای آمریکای جنوبی است و به دلیل نشانه های جذابش یکی از محبوب ترین گونه های کوریدوراس است. این ماهی بومی حوزه رودخانه گواپوره بین بولیوی و برزیل است. 
کوریدوراس استربا برای گربه‌ماهی نسبتاً کوچک است و حداکثر اندازه آن تنها 5.1 تا 6.6 سانتیمتر است.

## همچنین ببینید
- لیست گونه های ماهی آکواریومی آب شیرین

## مراجع
1. ↑  "Corydoras sterbai Sterba's Cory". Seriously Fish. Retrieved 2017-01-09.

- Froese, Rainer, and Daniel Pauly, eds. (2011). "Corydoras sterbai" in FishBase. December 2011 version.

## لینک های خارجی
- کوریدوراس استربا به عنوان گربه ماهی ماه جولای 2003.